# Paradestraße
Paradestraße – stacja metra w Berlinie na linii U6, w dzielnicy Tempelhof, w okręgu administracyjnym Tempelhof-Schöneberg. Stacja została otwarta w 1927 i do 1937 nosiła nazwę Flughafen.